# Leonard Mlodinow
Leonard Mlodinow (1954, Chicago, Illinois) es un físico y matemático estadounidense. Actualmente es profesor en el Instituto de Tecnología de California o Caltech.

## Datos biográficos

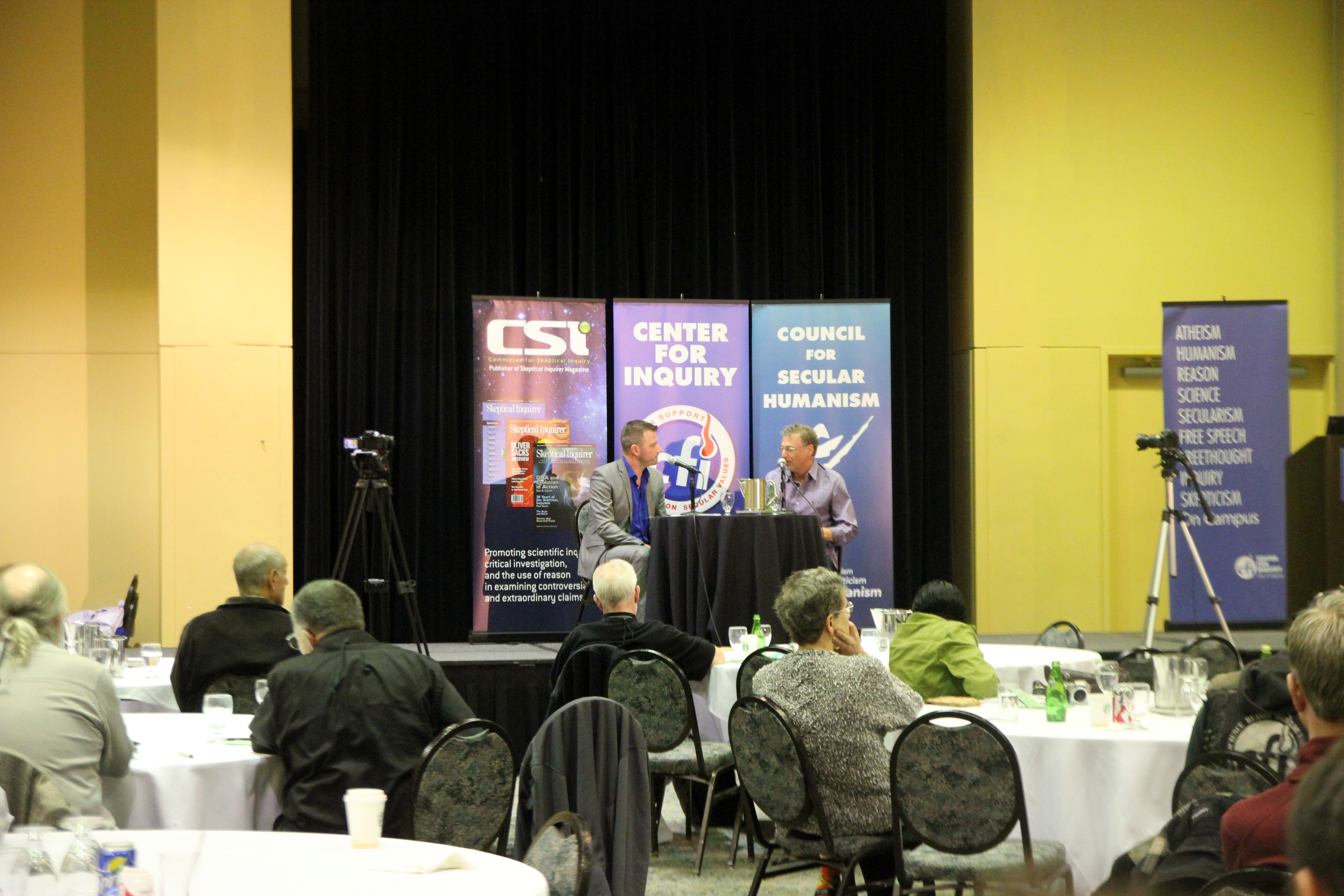
entrevista de Leonard Mlodinow.

Mlodinow nació en Chicago, Illinois, de padres supervivientes al Holocausto. Su padre, que pasó más de un año en el Campo de concentración de Buchenwald, había sido un dirigente de la resistencia judía durante el Holocausto en su ciudad natal de Częstochowa, Polonia.
Mlodinow desde niño estaba interesado tanto en matemáticas como en química; durante su permanencia en el instituto (high school) recibió clases particulares de química orgánica de un profesor de la Universidad de Illinois.
Tal como relata en su libro El arcoiris de Feynman -Feynman's Rainbow- (Mlodinow está muy influenciado por Richard Feynman), su interés por la física fue a causa de una estancia fuera de la universidad en un kibutz en Israel. Durante ese semestre leyó noche tras noche uno de los pocos libros que encontró en inglés en la biblioteca del kibutz. Las lecciones de Feynman de Física -The Feynman Lectures on Physics-.
Mientras era estudiante de doctorado en la Universidad de California en Berkeley, y en la facultad de Caltech, desarrolló, junto a N. Papanicolaou, un nuevo tipo de teoría perturbacional para problemas de valores propios en mecánica cuántica. Más tarde, estuvo con una beca Alexander von Humboldt en el Instituto Max Planck de Física y Astrofísica en Múnich (Alemania), donde hizo un trabajo pionero junto a M. Hillery en óptica cuántica en medios dieléctricos.

## Guionista y divulgador
Además de sus investigaciones en mecánica cuántica es autor de libros sobre la divulgación científica y guionista documentales, películas y de series de televisión.

### Guionista de La Guerra de las Galaxias
Leonard Mlodinow ha escrito el guion de la película Más allá del horizonte (Beyond the Horizon), fue de los primeros guionistas de la serie La guerra de las galaxias y guionista de series de televisión, entre otras Star Trek: La Nueva Generación y MacGyver .

### Autor de libros infantiles
Es coautor, junto a Matt Costello de dos de los libros de la serie para niños The Kids of Einstein Elementary.
- 2004 - The Last Dinosaur
- 2004 - Titanic Cat

### Coautor junto a Stephen Hawking
- 2005 - Brevísima historia del tiempo (con Stephen Hawking)
- 2010 - El gran diseño - (The Grand Design, con Stephen Hawking). En este libro se expone la cuestión de la existencia del universo y el por qué las leyes de la física son lo que son.[3][4][1][5]

## Publicaciones científicas seleccionadas
Resolución de problemas de dimensiones infinitas
- "SO(2,1) Algebra and Large N Expansions in Quantum Mechanics," Annals of Physics 128, 314 (1980). Con N. Papanicolaou.
- "Pseudo-spin Structure and Large N Expansions for a Class of Generalized Helium Hamiltonians," Annals of Physics 131, 1 (1981). With N. Papanicolaou. SO(2,1) Algebra and Large N Expansions in Quantum Mechanics," Annals of Physics 128, 314 (1980). Con N. Papanicolaou.
- "Large N Expansions Work," en Proceedings of the IV Warsaw Symposium in Elementary Particle Physics. Z. Abjduk and K. Doroba, eds. (Varsovia, 1981).
- "Semi-Classical Perturbation Theory for the Hydrogen Atom in a Uniform Magnetic Field," Phys Rev A 25 1305 (1982). Con C. Bender and N Papanicolaou.
- "A Semi-Classical Perturbation Theory for Quantum Mechanics," en Progress in Particle and Nuclear Physics, volume 8, Quarks and the Nucleus . D Wilkerson, ed. (Pergamon, 1982).
- "Solving the Schroedinger Equation with Use of 1/N Perturbation Theory," J Math Phys 25 943 (1984). Con M. Shatz.

Sobre teoría cuántica de campos en dieléctricos.
- "A Semi-Classical Expansion for Non-Linear Dielectric Media," Phys Rev A 31 797 (1985). Con M. Hillery.
- "Quantization of Electrodynamics in Nonlinear Dielectric Media," Phys Rev A 30 1860 (1984). Con M. Hillery.

## Obra de divulgación científica
- 2001 - La ventana de Euclides. Una historia de la geometría (Euclid's Window: the Story of Geometry from Parallel Lines to Hyperspace), es un libro de divulgación científica que narra la idea del espacio curvo y la historia de la geometría. Ha sido traducido a más de 10 idiomas.
- 2003 - El arco iris de Feynman: la búsqueda de la belleza en la física y en la vida (Feynman's Rainbow: a Search for Beauty in Physics and in Life)- Editorial Crítica. Es un libro en el que Mlodinow cuenta su relación con Richard Feynman, durante su años posdoctorales en Caltech, a principios de la década de 1980. El libro ofrece la visión de Feynman y su actitud hacia la vida y la física, su relación con Murray Gell-Mann y la Teoría de cuerdas.
- 2005 - Brevísima historia del tiempo con Stephen Hawking. Editorial Crítica 2006. Un best-seller internacional que ha sido traducido a más de 25 idiomas.
- 2008 - El andar del borracho: cómo el azar gobierna nuestras vidas - (The Drunkard's Walk: How Randomness Rules our Lives), Editorial Crítica. Este libro explora los vericuetos del azar y la aleatoriedad a lo largo de la historia, y la probabilidad de cercenar su cuota de incertidumbre. Este libro fue un best-seller, y fue declarado por el New York Times libro del año, también fue considerado como uno de los 10 mejores libros de ciencia de 2008 por Amazon.com.[2]
- 2010 - El gran diseño - (The Grand Design). En este libro explora, junto a Stephen Hawking, la cuestión de la existencia del universo y el por qué las leyes de la física son lo que son.[3][4][1]